# Brouwershaven
Brouwershaven est un village de la commune de Schouwen-Duiveland, dans la province néerlandaise de Zélande.

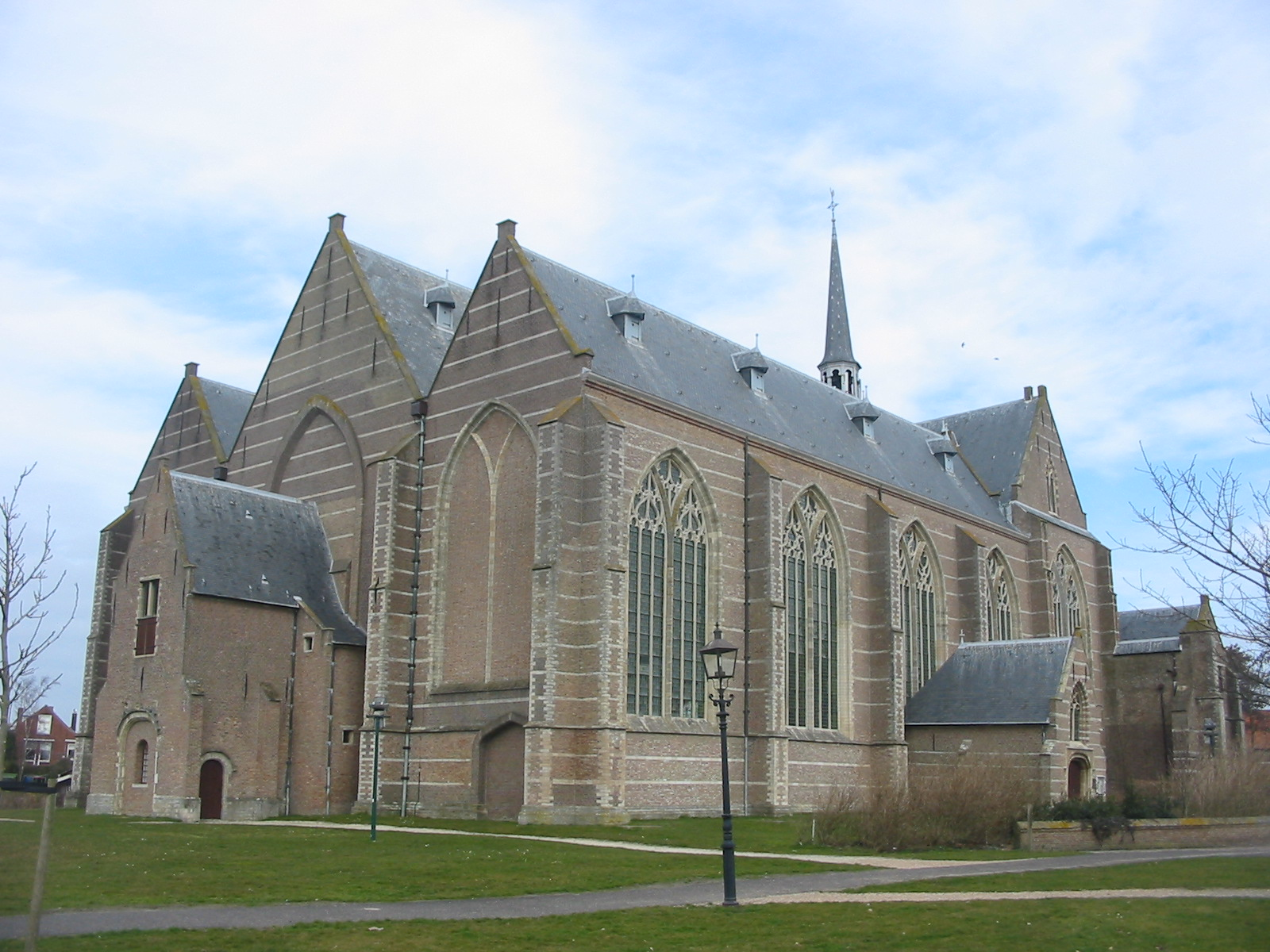
L'église de Brouwershaven.

## Histoire
Brouwershaven a été fondée vers 1285 comme nouveau port de Brijdorpe, dont le port s'était ensablé. Le nom Brouwershaven apparaît pour la première fois en 1318. En 1403, la ville a reçu les droits de ville d'Albrecht de Bavière, mais elle n'avait pas de siège au conseil des États de Zélande. Une tentative pour gagner un siège en 1619-1620 a échoué en raison de l'opposition du premier noble prince Maurits et des conseils commis [2], de sorte que Brouwershaven est toujours restée une petite ville.
L'histoire de Brouwershaven est toujours liée à l'eau. La capture de poissons et de crustacés était une importante source de revenus. Mais le commerce du vin et de la bière, du bois et de la pierre, de la laine et du lin, des navets et des betteraves a également enrichi la ville. Pendant longtemps, la saunerie a aussi été une source de revenus. Lorsque cela a été interdit, le sel provenait de régions méridionales où le soleil pouvait évaporer l'eau de mer, comme le Portugal par exemple. Une grande partie de ce sel était transportée vers les ports de la mer Baltique, où du bois et d'autres produits étaient achetés.
Au cours du XVe siècle, deux batailles ont pris place à proximité de Brouwershaven. Elles ont toutes les deux un lien avec les guerres des Hameçons et des Cabillauds. La première eut lieu en 1426 et la seconde en 1490.
En 1575, la ville, à peine fortifiée, est capturée par les troupes espagnoles puis incendiée. À partir de 1590, Brouwershaven est dotée d'une enceinte en terre, protégée par un canal inondé. Cinq portes donnaient accès à la ville. Une partie des fortifications a été détruite lors de l'onde de tempête de 1682. La forteresse présente a été fermée en 1820, puis elle a été démantelée. Les remparts et les douves des côtés est et nord de la ville ont été préservés.
Jusqu'au XIXe siècle, Brouwershaven présentait un tableau varié d'un point de vue économique. La ville a prospéré en tant que port de pêche, en particulier au XVIIe siècle. Les périodes de richesse et de déclin alternaient. Brouwershaven avait un inconvénient: le chenal reliant le port actuel à Grevelingen était long et étroit. Les navires sont devenus plus gros et ce passage a empêché ces gros navires marchands d'entrer dans le port, par conséquent Brouwershaven a pris du retard dans le commerce maritime.
Au XIXe siècle, il y eut un renouveau lorsque la Brielse Maas et le Goereese Gat se sont envasés. Rotterdam menaçait de devenir inaccessible pour les navires de mer et donc de plus en plus de mâts apparaissaient sur la rade de Brouwershaven, dont la cargaison était transférée sur des navires plus petits. Le gouvernement national a donc construit un grand bâtiment pour le pilotage et pour l'administration fiscale, ainsi qu'un atelier considérable pour les tonneaux balisant la voie navigable. Après le creusement du Nieuwe Waterweg (1872), la fonction de port de transbordement pour Rotterdam a disparu.
Ce n'est qu'après les inondations de 1953 que la petite ville a repris vie grâce à l'amélioration des connexions grâce aux Delta Works, à la construction d'une marina et à la stimulation du tourisme, aujourd'hui acteur économique de Brouwershaven.

## Personnalité née à Brouwershaven
- Jacob Cats, poète et grand-pensionnaire
- Anton Constandse, écrivain et journaliste néerlandais, propagandiste de l'anarchisme et de la libre pensée